# Münster-Geschinen
Münster-Geschinen was tussen 2004 en 2016 een gemeente in het Zwitserse kanton Wallis, en maakte deel uit van het district Goms. De voormalige gemeente Münster-Geschinen telde 481 inwoners.

## Geografie
Münster-Geschinen is gelegen in het dal van de streek Obergoms en bestaat in feite uit twee op ongeveer een kilometer afstand van elkaar gelegen dorpen, te weten Münster en Geschinen.

## Geschiedenis
De voormalige gemeente Münster-Geschinen ontstond op 1 oktober 2004 door de fusie van de toenmalige zelfstandige gemeenten Geschinen en Münster.
Op 1 januari 2017 gingen de gemeenten Münster-Geschinen, Blitzingen, Grafschaft, Niederwald en Reckingen-Gluringen op in de nieuwe gemeente Goms.

## Verkeer en vervoer
Münster beschikt over een klein vliegveld dat voornamelijk voor zweefvliegen in de zomer wordt gebruikt. Beide dorpen zijn met elkaar verbonden door een autoweg, wandelwegen en de spoorbaan van de Matterhorn Gotthard Bahn (MGB).

## Trivia
Op 24 augustus 1987 werd Münster getroffen door een keien- en modderstroom uit het achter de plaats (hoger) gelegen Minstigertal. Ook in augustus 2008 raasde een keien- en modderstroom door het dorp. De verwoestende effecten waren minder dan in augustus 1987.